# طارق عزیز بریسم
طارق عزیز بریسم (انگلیسی: Tariq Aziz Brisam; ۱ ژوئیهٔ ۱۹۴۵ – ۲۴ مهٔ ۲۰۱۴) بازیکن فوتبال اهل عراق بود.
از باشگاه‌هایی که در آن بازی کرده‌است می‌توان به باشگاه ورزشی الشرطه (سوریه) اشاره کرد.
وی همچنین در تیم ملی فوتبال عراق بازی کرده‌است.